# Saïd I ibn Abi-Taixufín
Saïd (I) ibn Abi-Taixufín ibn Abi-Hammú o, més senzillament, Saïd I ibn Abi-Taixufín fou emir abdalwadita de Tlemcen el 1411.
Presoner dels marínides es va poder escapar a la mort d'Abu-Abd-Al·lah I i es va presentar a Tlemcen on va aixecar a la població contra Abd-ar-Rahman I ibn Abi-Muhàmmad, al que va enderrocar i va pujar al tron (maig del 1411). Va trobar una situació econòmica sanejada però va fer grans donacions segurament per consolidar el seu poder i ho va dilapidar tot. Els marínides van enviar a un pretendent, el seu germà Abu-Màlik I Abd al-Wahid; aquest es va posar en contacte amb els notables locals i molts li van donar suport. Quan l'exèrcit s'acostava Saïd va sortir de Tlemcen amb les seves forces i els dos bàndols van agafar posicions a una plana no gaire lluny de la ciutat; va arribar la nit i evitaven el combat; llavors, tal com havien planejat, Abu-Màlik I i un grup dels seus, va penetrar a la ciutat amb la complicitat d'elements locals, i es va assegurar els llocs claus; llavors van fer un senyal convingut amb torxes, des de la muralla; el seu exèrcit va saber llavors que l'estratagema havia tingut èxit i va córrer la veu; les forces de Saïd es van assabentar igualment dels fets i van desertar. Saïd va haver de fugir quasi sol cap a l'est.